# Manuchehr
Manuchehr (in persiano منوچهر‎, Manūčehr) è un villaggio nel dehestān (Distretto rurale) di Darjazin-ye Olya, bakhsh (circoscrizione) di Qorveh-ye Darjazin, shahrestān di Razan, provincia di Hamadan, in Iran.
Nel censimento del 2006 la sua popolazione assommava a 622 persone e a 116 famiglie.